# ناتسوئه شیمادا
ناتسوئه شیمادا (انگلیسی: Natsue Shimada؛ زادهٔ ۲۲ مهٔ ۱۹۵۰) بازیکن هندبال اهل ژاپن بود.